# Jan Sariusz Skórkowski
Jan Sariusz Skórkowski herbu Jelita – pułkownik wojsk koronnych,  chorąży opoczyński w latach 1768-1793, stolnik opoczyński w latach 1765-1768, podstoli opoczyński w latach 1764-1765, cześnik opoczyński w latach 1757-1764.
Był komisarzem Sejmu Czteroletniego z powiatu opoczyńskiego województwa sandomierskiego do szacowania intrat dóbr ziemskich w 1789 roku. W 1790 roku był członkiem Komisji Porządkowej Cywilno-Wojskowej dla powiatu opoczyńskiego i chęcińskiego województwa sandomierskiego.   
Był konsyliarzem województwa sandomierskiego w konfederacji targowickiej.